# Hotel California
Hotel California ist ein Song der US-amerikanischen Country-Rock-Band Eagles aus dem Jahr 1976. Er wurde ein Nummer-eins-Hit und 1978 mit einem Grammy prämiert. 

## Entstehung und Veröffentlichung
Das Lied wurde von den Eagles-Mitgliedern Don Felder, Glenn Frey und Don Henley geschrieben. Für die Produktion zeichnete Bill Szymczyk verantwortlich.
Hotel California wurde am 8. Dezember 1976 bei Asylum Records als Teil des gleichnamigen Albums (Katalognummer: AS 53 051), dem fünften Studioalbum der Eagles, veröffentlicht. Am 22. Februar 1977 erschien das Lied als zweite Singleauskopplung aus dem Album. Diese erschien weltweit in verschiedenen Ausführungen, als B-Seiten wurden dabei unter anderem New Kid in Town, Pretty Maids All in a Row oder auch Victim of Love verwendet. Eine akustische Unplugged-Version wurde im November 1994 auf dem Livealbum Hell Freezes Over herausgebracht.

## Inhalt
Ein müder Reisender hält an einem abgelegenen Hotel und beschließt, dort zu übernachten. Als er sich nähert, lassen ihn seine Eindrücke zweifeln („This could be heaven or this could be hell“), doch er entschließt sich, einzutreten. Er bekommt sein Zimmer zugewiesen und erkennt bald, dass die Bewohner eine eingeschworene Gemeinschaft bilden. Sie wirken zwar gastfreundlich, jedoch sind sie Gefangene ihrer Süchte, denen sie willenlos nachgehen. Wer das Hotel California einmal betreten hat, kann es niemals wieder verlassen.

## Rezeption
1978 erhielten die Eagles für das Stück den Grammy Award in der Kategorie „Record of the Year“. 2004 wählte das Musikmagazin Rolling Stone es auf Platz 49 seiner Liste der 500 besten Songs aller Zeiten. In der Neuauflage von 2021 erreichte der Titel Platz 311.
Das Gitarrenduett des Songs von Don Felder und Joe Walsh wurde 1998 von der Zeitschrift Guitarist zum besten Gitarrensolo aller Zeiten gewählt sowie 1998 vom Guitar Magazine auf Platz acht der Top 100 Guitar Solos.

## Kommerzieller Erfolg

### Chartplatzierungen
Hotel California avancierte in den US-amerikanischen Billboard Hot 100 zum Nummer-eins-Hit sowie zum weltweiten Top-10-Hit unter anderem in Frankreich und der Schweiz (Rang zwei), Neuseeland und Norwegen (Platz fünf), Deutschland (Rang sechs), den Niederlanden und im Vereinigten Königreich (Platz acht).
| ChartsChartplatzierungen       | Höchstplatzierung | Wochen/ Monate |
| ------------------------------ | ----------------- | -------------- |
| Deutschland (GfK)              | 6 (24 Wo.)        | 24 Wo.         |
| Österreich (Ö3)                | 13 (2 Mt.)        | 2 Mt.          |
| Schweiz (IFPI)                 | 2 (12 Wo.)        | 12 Wo.         |
| Vereinigte Staaten (Billboard) | 1 (19 Wo.)        | 19 Wo.         |
| Vereinigtes Königreich (OCC)   | 8 (14 Wo.)        | 14 Wo.         |

| ChartsJahrescharts (1977)      | Platzierung |
| ------------------------------ | ----------- |
| Deutschland (GfK)              | 20          |
| Vereinigte Staaten (Billboard) | 19          |

### Auszeichnungen für Musikverkäufe
| Land/Region                  | Auszeichnungen für Musikverkäufe (Land/Region, Auszeichnung, Verkäufe) | Verkäufe  |
| ---------------------------- | ---------------------------------------------------------------------- | --------- |
| Dänemark (IFPI)              | 2× Platin                                                              | 180.000   |
| Frankreich (SNEP)            | Silber                                                                 | 200.000   |
| Italien (FIMI)               | 2× Platin                                                              | 100.000   |
| Japan (RIAJ)                 | Platin                                                                 | 100.000   |
| Neuseeland (RMNZ)            | 10× Platin                                                             | 300.000   |
| Spanien (Promusicae)         | 2× Platin                                                              | 120.000   |
| Vereinigte Staaten (RIAA)    | Gold (Physisch) · + Platin (Digital)                                   | 4.000.000 |
| Vereinigtes Königreich (BPI) | 4× Platin                                                              | 2.400.000 |
| Insgesamt                    | 1× Silber · 1× Gold · 22× Platin ·                                     | 7.400.000 |

Hauptartikel: Eagles/Auszeichnungen für Musikverkäufe

## Hintergrund

### Reale Hotels
Auf dem Albumcover ist das Beverly Hills Hotel in Los Angeles abgebildet. Die Bandmitglieder dementierten mehrfach, dass das Lied auf ein real existierendes Hotel California Bezug nimmt. Als eine mögliche Inspirationsquelle wird auch das Chateau Marmont Hotel genannt, in dem zahlreiche Rockstars abstiegen.
Auch das Hotel California im mexikanischen Todos Santos gilt als mögliche Inspirationsquelle für den Song. Bandleader Don Henley dementierte jedoch auch hier ausdrücklich, dass dies der Fall gewesen sei; eher habe der Erfolg des Liedes die damaligen Hotelbesitzer dazu bewogen, diese Verbindung nachträglich ins Leben zu rufen. Zwischenzeitlich hatten die Eagles die Hotelleitung wegen fortgesetzter Falschaussagen hierüber verklagt. Die juristische Auseinandersetzung ist jedoch mit einem Vergleich eingestellt worden.
Weltweit gibt es Hotels mit dem Namen Hotel California, deren Zimmerwände teils verziert und mit Zitaten aus dem Lied versehen sind. Keines dieser Häuser hat etwas mit der Entstehung des Songtitels zu tun.

### Plagiatsvorwurf
Das Lied We Used to Know von Jethro Tull aus dem Album Stand Up (1969) weist Ähnlichkeiten auf. Es wurden jedoch keine Urheberrechtsansprüche geltend gemacht, und Ian Anderson, der Hauptautor von Jethro Tull, meinte, es handle sich nur um eine ähnliche Akkordfolge mit unterschiedlichem Timing und in anderer Tonart und sagte, es sei kein Plagiat.

## Interpretationen
In Hotel California stellen sich die vermeintlichen Ideale des American Dream bei näherer Betrachtung als Albtraum heraus. Insbesondere werden die Dekadenz und der Verfall des American Way of Life in den siebziger Jahren angesprochen.
Der mehrdeutige Text hat diverse Auslegungen entstehen lassen. So soll es sich beim Hotel California unter anderem um eine Hippie-Sekte, eine Gemeinschaft von Satanisten um Anton Szandor LaVey oder um eine geschlossene psychiatrische Einrichtung handeln, aus der kein Entkommen möglich ist.
Eine andere Interpretation sieht das Hotel California als Metapher für Drogensucht. Genau wie bei dieser scheint das Hotel jeden Wunsch zu erfüllen, doch man kann es nicht mehr verlassen, genauso wie man von Drogen abhängig wird. Die Zeilen “And still those voices are calling from far away, Wake you up in the middle of the night” verdeutlichen die Sucht, die dem Protagonisten keine Ruhe mehr lässt. Darauf deute auch der letzte Satz des Songs hin: “We are programmed to receive, you can check out any time you like, but you can never leave!” Don Felder, Co-Autor des Songs, schrieb in seiner Autobiografie, Hotel California sei immer das, was die Menschen darin sehen möchten.

## Coverversionen
Hotel California wurde mehrmals gecovert. Eine Flamenco-Version der Gipsy Kings ist im Film The Big Lebowski zu hören, in dem die Hauptfigur ihre Abneigung gegen die Eagles zum Ausdruck bringt. Stefan Hallberg verfasste 1977 eine deutsche Version, die als Single und auf einigen Samplern erschien. Jürgen Drews sang auf Bitten von Ralph Siegel diese Version, jedoch in verkürzter Fassung. Sie erschien auf dem Album Barfuß durch den Sommer. Diese Version wurde wiederum von Wiglaf Droste gecovert (CD Mariscos y Maricones, 1999).
Eine A-cappella-Version gibt es von der kubanischen Band Vocal Sampling. Die Finnen von Eläkeläiset veröffentlichte 1999 auf ihrem Album Werbung, Baby! eine Humppa-Version namens Hotelli Helpotus. Die französische Variante L’Hôtel de Californie der australischen Gruppe The Cat Empire erschien 2005. Otto Waalkes trug 2007 seine Spaß-Version Das Lokal von Karl und Sonja vor. Bekannt wurde auch die Version der englischen Band Alabama 3 aus dem 2000er Album La Peste. 2016 erschien ein Post-Hardcore-Cover der Band OurLastNight. Die US-amerikanische Singer-Songwriterin Reina del Cid veröffentlichte ihre Version 2023 auf YouTube.